# A Little Madonna
A Little Madonna est un film américain réalisé par Ulysses Davis (en) sorti en 1914, mettant en scène l'actrice Ella Margaret Gibson sous le pseudonyme de Patricia Palmer.

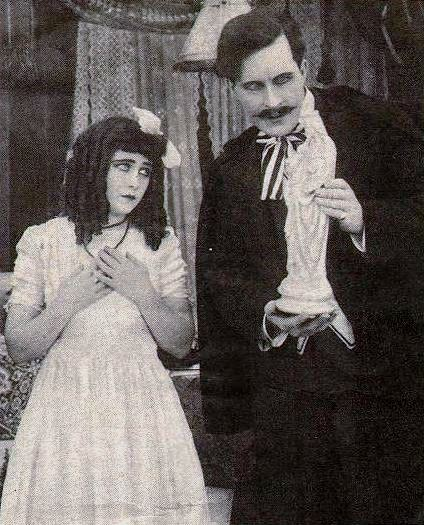
Ella Margaret Gibson et William Desmond Taylor dans une scène du film.

Peu avant de mourir, Gibson s'est accusée du meurtre de William Desmond Taylor,, qui tient le rôle principal dans ce film.

## Fiche technique
- Réalisation : Ulysses Davis (en)
- Scénario : William Pigott
- Distributeur : Vitagraph Company of America[4], General Film Company
- Durée : 1 bobine
- Date de sortie : 23 avril 1914

## Distribution
- William Desmond Taylor
- Ella Margaret Gibson sous le pseudonyme de Patricia Palmer
- Charles Bennett
- Jane Novak
- Loyola O'Connor
- Anne Schaefer